# 380er v. Chr.

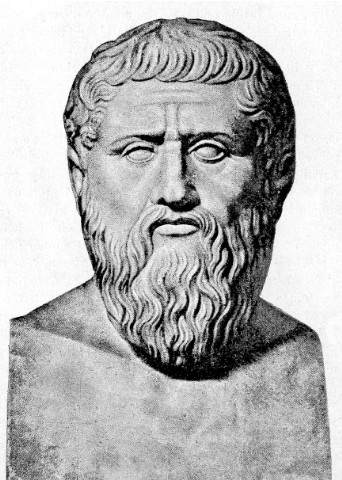
Platon

Portal Geschichte | Portal Biografien | Aktuelle Ereignisse | Jahreskalender | Tagesartikel

◄ |
1. Jahrtausend v. Chr. |

◄ |
5. Jh. v. Chr. |
4. Jahrhundert v. Chr. |
3. Jh. v. Chr. |
►

390er v. Chr. | 380er v. Chr. |
370er v. Chr. |
360er v. Chr. |
350er v. Chr. |
►

389 v. Chr. |
388 v. Chr. |
387 v. Chr. |
386 v. Chr. |
385 v. Chr. |
384 v. Chr. |
383 v. Chr. |
382 v. Chr. |
381 v. Chr. |
380 v. Chr.

## Ereignisse
- 387 v. Chr.: Die Kelten unter der Führerschaft von Brennus erobern Rom.
- 387 v. Chr.: Der Antalkidasfriede beendet den Korinthischen Krieg.
- 380 v. Chr.: Nektanebos I. begründet die 30. Dynastie in Ägypten.

## Wissenschaft
- 387 v. Chr.: Platon gründet seine Akademie (Philosophenschule) in Athen.